# Racemat
Racemat je smjesa koja sadrži jednaku količinu enantiomera, stereoizomera koji su međusobno zrcalne slike. Budući da jedan stereoizomer zakreće ravninu linearno polarizirane svjetlosti za određeni kut u jednom smjeru, drugi stereoizomer zakreće ravninu u suprotnome smjeru pa se poništava zakretanje prvog stereoizomera. Takva smjesa nije optički aktivna. 
Primjer racemične smjese je smjesa (D)-glukoze i (L)-glukoze u omjeru 1:1. Budući da je jednaka koncentracija oba enantiomera, smjesa neće pokazivati optičku aktivnost, tj. neće zakretati ravninu linearno polarizirane svjetlosti koja se propušta kroz smjesu.